# Halálozások 1956-ban
Ez a szócikk az 1956-os évben elhunyt nevezetes személyeket sorolja fel.

## December
| Dátum       | Név                      | Foglalkozás / tisztség                                                       | Kor | Forrás |
| ----------- | ------------------------ | ---------------------------------------------------------------------------- | --- | ------ |
| december 6. | Bhímráo Rámdzsí Ámbédkar | indiai jogász, közgazdász, politikus és társadalmi reformer, buddhista szent | 065 |        |
| december 3. | Alekszandr Rodcsenko     | szovjet-orosz avantgárd képzőművész                                          | 065 |        |

## November
| Dátum        | Név                 | Foglalkozás / tisztség                                      | Kor | Forrás |
| ------------ | ------------------- | ----------------------------------------------------------- | --- | ------ |
| november 26. | Tommy Dorsey        | amerikai dzsesszzenész (harsonás, trombitás), zenekarvezető | 051 |        |
| november 10. | Harry Ford Sinclair | amerikai üzletember, olajmágnás (Sinclair Oil Corporation)  | 080 |        |
| november 9.  | Aino Kallas         | finn-észt írónő                                             | 078 |        |
| november 1.  | Pietro Badoglio     | olasz katonatiszt, politikus, miniszterelnök                | 085 |        |

## Október
| Dátum       | Név               | Foglalkozás / tisztség                                              | Kor | Forrás |
| ----------- | ----------------- | ------------------------------------------------------------------- | --- | ------ |
| október 30. | Pío Baroja        | spanyol-baszk regényíró                                             | 083 |        |
| október 18. | Charles Strite    | amerikai feltaláló ("kiugrós" kenyérpirító)                         | 078 |        |
| október 7.  | Clarence Birdseye | amerikai feltaláló, üzletember, a fagyasztott élelmiszerek úttörője | 069 |        |

## Szeptember
| Dátum          | Név               | Foglalkozás / tisztség                                     | Kor | Forrás |
| -------------- | ----------------- | ---------------------------------------------------------- | --- | ------ |
| szeptember 28. | William E. Boeing | amerikai repülési úttörő, a Boeing repülőgépgyár alapítója | 074 |        |
| szeptember 22. | Frederick Soddy   | Nobel-díjas angol kémikus                                  | 079 |        |
| szeptember 12. | Festetics Sándor  | nagybirtokos nemes, politikus, hadügyminiszter             | 074 |        |
| szeptember 11. | Billy Bishop      | kanadai első világháborús ászpilóta (72 légi győzelem)     | 062 |        |

## Augusztus
| Dátum         | Név                    | Foglalkozás / tisztség                                             | Kor | Forrás |
| ------------- | ---------------------- | ------------------------------------------------------------------ | --- | ------ |
| augusztus 16. | Lugosi Béla            | magyar-amerikai színművész (Drakula)                               | 073 |        |
| augusztus 14. | Bertolt Brecht         | német drámaíró, költő, színházi rendező                            | 058 |        |
| augusztus 14. | Konstantin von Neurath | német politikus, diplomata, a Cseh–Morva Protektorátus kormányzója | 083 |        |
| augusztus 11. | Jackson Pollock        | amerikai absztrakt festőművész                                     | 044 |        |

## Július
| Dátum     | Név                 | Foglalkozás / tisztség                                              | Kor | Forrás |
| --------- | ------------------- | ------------------------------------------------------------------- | --- | ------ |
| július 1. | Tasnádi Nagy András | igazságügy-miniszter (1938-1939), a képviselőház elnöke (1939-1945) | 074 |        |

## Június
| Dátum      | Név              | Foglalkozás / tisztség                                       | Kor | Forrás |
| ---------- | ---------------- | ------------------------------------------------------------ | --- | ------ |
| június 19. | Thomas J. Watson | amerikai üzletember, az IBM első elnöke                      | 082 |        |
| június 6.  | Hiram Bingham    | amerikai tudós, régész, a Machu Picchu felfedezője, szenátor | 080 |        |

## Május
| Dátum | Név | Foglalkozás / tisztség | Kor | Forrás |
| ----- | --- | ---------------------- | --- | ------ |

## Április
| Dátum | Név | Foglalkozás / tisztség | Kor | Forrás |
| ----- | --- | ---------------------- | --- | ------ |

## Március
| Dátum       | Név                | Foglalkozás / tisztség                                                  | Kor | Forrás |
| ----------- | ------------------ | ----------------------------------------------------------------------- | --- | ------ |
| március 17. | Irène Joliot-Curie | kémiai Nobel-díjas francia tudós, atomfizikus, fizikokémikus, politikus | 058 |        |

## Február
| Dátum | Név | Foglalkozás / tisztség | Kor | Forrás |
| ----- | --- | ---------------------- | --- | ------ |

## Január
| Dátum      | Név                    | Foglalkozás / tisztség                       | Kor | Forrás |
| ---------- | ---------------------- | -------------------------------------------- | --- | ------ |
| január 31. | Alan Alexander Milne   | angol író (Micimackó)                        | 074 |        |
| január 23. | Korda Sándor           | magyar származású brit filmrendező, producer | 062 |        |
| január 3.  | Alexander Gretchaninov | orosz romantikus zeneszerző                  | 091 |        |